# 赤松克麿
赤松 克麿（あかまつ かつまろ、1894年（明治27年）12月4日 - 1955年（昭和30年）12月13日）は、大正・昭和時代の社会主義運動家で、その後左翼活動家・国家社会主義運動家に転じた。衆議院議員。

## 経歴
山口県徳山市（現・周南市）に浄土真宗本願寺派徳応寺住職赤松照幢、安子の四男として生まれる。赤松連城の孫にあたる。徳山中学校に進学するが4年次在籍中の1911年（明治44年）に、校長排斥運動から同盟休校を起こし退学。中学検定試験に合格して旧制第三高等学校に進み、1915年（大正4年）に東京帝国大学法科大学政治科へ入学した。
帝大在学中に勃発したロシア革命の影響を受けて、宮崎龍介や石渡春雄と相談の上で1918年（大正7年）12月に、新人会を結成。指導教官だった吉野作造教授にも協力を仰いだ。1919年（大正8年）に東京帝大を卒業すると東洋経済新報社に勤務し雑誌「解放」の編集に携わるが、2年後には日本労働総同盟に参加。更にその翌1922年（大正11年）には日本共産党（第一次共産党）に加わって中央委員に就任するも、検挙され獄中転向。それ以降は寧ろ無産党の中でも右派の立ち位置を取る様になり、1926年（大正15年）に労働農民党から分裂した社会民衆党（社民党）の結党に参加し、中央委員となった。
1928年の総選挙では恩師・吉野の故郷だった宮城1区から立候補するも、落選。1930年（昭和5年）には社民党書記長に就任するが、この頃から社会民主主義から更に右派的な国家社会主義への関心を深め、翌1931年（昭和6年）には石川準十郎、津久井龍雄ら右翼活動家と共に日本社会主義研究所を創設し、三月事件や十月事件にも関与する。同年10月21日に社民党の中央執行委員会によって片山哲・小池四郎・島中雄三の三氏を派遣し、同年11月22日には三氏の報告に基づき満蒙問題に関する決議を発表したが、その決議では日支の無産大衆の生活利益のために満蒙を社会主義的国家管理体制に移行させ、両者の共同経済を樹立することが満蒙問題の真の解決につながると、ともすれば国家社会主義的な色彩の濃い内容だった。
この決議による国家社会主義派の優勢を見て、1932年（昭和7年）1月18日に社民党新運動方針が中央執行委員会で可決されたが、同年3月21日に大阪で開かれた官業勞働總同盟の中央委員会が社会民主主義を擁護する立場から赤松の国家社会主義に反対の声明を発表。更に鈴木文治や西尾末広などが赤松の動きを社民党自体を親軍化せんと非難するに至り、4月15日に赤松は一派を率いて社民党を脱党する。この直後、フランスから来日した女性ジャーナリスト、アンドレ・ヴィオリスのインタビューを受け、その模様が『1932年の大日本帝国』に活写されている。
社民党を追われる格好となった赤松は、日本社会主義研究所の面々や全国労農大衆党を離党した小池四郎・独自に農民運動を率いていた平野力三とともに5月29日日本国家社会党を結成し、自身は党務長に就任した。しかし国家社会主義から科学的日本主義に向かう赤松とあくまで国家社会主義の側に立つ津久井・平野らが対立。結局赤松は国家社会党を離党して国民協会を設立し雑誌「国民運動」を発行、1937年の総選挙で北海道4区から立候補し初当選し、初めて国政進出を果たした。右翼団体を束ねる時局協議会内で議会進出と新党結成を掲げてきた赤松は、同年7月に江藤源九郎、菅舜英、津久井竜雄（元大日本生産党）、小池四郎（愛国政治同盟）、下中弥三郎（新日本国民同盟）らの右翼活動家と共に日本革新党を結党し党務長となり、9月には陸軍の依頼で上海派遣軍報道部に所属。新体制運動には積極的な協力姿勢を見せ大政翼賛会が結成されると初代企画部長に就任したが、その後は翼賛会でも主流の座から追われ1942年の翼賛選挙でも非推薦候補となって落選した。
戦後は戦争協力の罪により公職追放となり、追放解除後の1953年（昭和28年）に日本産業協力連盟を設立、理事長として労務管理に携わるが2年後に癌により死去。61歳。

## 著書
- 『社󠄁會革命史論』（大鐙閣）1922年
- 『國際勞働總會槪󠄀況報吿󠄀』（出版元不明）1924年
- 『無產󠄀階級󠄁の政治行動』（科學󠄀思想普及󠄁會󠄀）1924年
- 『勞働爭議』（日本評󠄁論社󠄁）
- 『勞󠄀働組合運󠄁動』（科學󠄀思想普及󠄁會󠄀）1924年
- 『日本勞働運󠄁動發達󠄁史』（文化學會出版部）1925年3月20日
- 『轉換期の日本社󠄁會運󠄁動』（厚生閣書店）、1926年
- 『勞働歌集』（社󠄁會民衆新聞社󠄁）1927年
- 『日本勞働運󠄁動發達史』（新潮社）1928年
- 『社󠄁會運󠄁動に於ける現實主義』（靑󠄀雲閣書房）1928年
- 『解放運󠄁動の指導󠄁理論』（クララ社󠄁）1929年
- 『社󠄁會民主主義の旗の下に』（忠誠堂）1930年
- 『日本無產󠄀政黨史』（白揚社󠄁）1931年
- 『無產󠄀戰線を攪亂する者󠄁は誰か?』（クララ社）1931年
- 『五ケ年鬪爭史 社󠄁會民衆黨』（社󠄁會民衆黨書記局）1932年
- 『新國民運󠄁動の基調』（萬里閣）1932年4月24日
- 『故吉野博󠄁士を語る』（中央公論社）1934年
- 『人民戰線打倒論』（國󠄀民協會󠄀出版部）1936年
- 『日本人の新敎󠄀養』（教材社）1942年
- 『日本社会運動の歴史的研究』（労務行政研究所）1948年
- 『日本社會運動史』（岩波新書 青83）1952年
- 『東洋への郷愁』（日本政經公論社）1953年
- 『勞使関係の在り方』（元々社）1954年
- 『東洋と青年』（池田書店）1954年

### 訳書
- アー・ボグダーノフ『經濟科學十二講』（白揚社󠄁）1924年
- バーバラ・ドレーク『英󠄀國󠄀婦󠄁人勞働運󠄁動史』（厚生閣書店）1927年
- カール・カウツキー『エルフルト綱領』（平󠄁凡󠄁社󠄁）1929年

## 親戚・血縁
祖父は西本願寺の重鎮赤松連城、父・照幢は与謝野鉄幹の実兄にあたる。
長兄の赤松智城は浄土真宗本願寺派の僧侶の傍ら宗教学者となり、次兄・赤松信麿は医学者、三兄・赤松義麿は洋画家となった。弟の赤松五百麿も兄を追って政治活動家となり、和歌山高等商業学校で教鞭をとった。妹・赤松常子は全繊同盟での活動を経て戦後、右派社会党・民社党の参議院議員となっている。妻の明子は恩師吉野作造の次女。明子との共訳でバーバラ・ドレイク『英国婦人労働運動史』（1927年）、著作『婦人解放論』（1929年）などがある。多磨霊園の吉野作造が眠る「吉野家」には赤松明子（刻は赤松明）の刻みはあるが、克麿の名はない。克麿の墓所は不明。